# Santa Isabel (Baja California)
Santa Isabel es una localidad mexicana dentro de la delegación Progreso del Municipio de Mexicali, Baja California. Se encuentra ubicada al oeste de la ciudad de Mexicali, en las coordenadas: 115°34'32" longitud oeste y 32°37'53" de latitud norte. Según el XIII censo de población y vivienda 2010 del INEGI la población de Santa Isabel ascendía en aquel año a 29,311 habitantes.  Santa Isabel es la localidad más grande en su delegación descontando a Mexicali, cuya mancha urbana ha crecido sobre ella, y es la tercera en el municipio después de Mexicali y de Gonzalez Ortega (Palaco).  Cabe hacer notar que Santa Isabel, también denominada: "Los santorales", es considerada un suburbio de la ciudad de Mexicali, pero que en sentido estricto, a inicios de la segunda década del siglo XXI, no se encuentra conurbada con la citada urbe.  
El nombre: “Santa Isabel” queda definido por el primer asentamiento, ahora conocido como Colonia Santa Isabel, ya que a inicios de la segunda década del siglo XXI el poblado se encuentra integrado por muchas colonias o fraccionamientos populares, de los que un notable número tienen nombres de santos, razón por la cual esta localidad recibe el nombre informal de “Los santorales”.  
En Santa Isabel está ubicado el edificio de la delegación Progreso, que anteriormente se alojaba en el edificio delegacional histórico de la localidad epónima y que fue desalojado a consecuencia del terremoto del año 2010.  